# جورج رينغ
جورج رينغ (بالإنجليزية: George Ring)‏ (9 أبريل 1770 - 4 مايو 1865) هو لاعب كريكت بريطاني (وحمل سابقاً جنسية المملكة المتحدة لبريطانيا العظمى وأيرلندا ومملكة بريطانيا العظمى).